# Roseraie de Barbary
Pour les articles homonymes, voir Barbary.
La roseraie de Barbary est une roseraie privée de 2 hectares, située en  France à Saint-Vincent dans les Pyrénées-Atlantiques et fondée en 2003 ; elle est ouverte au public toute l'année,.

## Installations
La roseraie abrite 800 variétés de roses modernes avec cinq kiosques ludiques et interactifs,.
Elle compte aussi une boutique avec des produits à base de roses (dont cosmétiques), une terrasse, un restaurant-salon de thé et offre un panorama remarquable sur la chaîne des Pyrénées.